# John Y. Brown junior

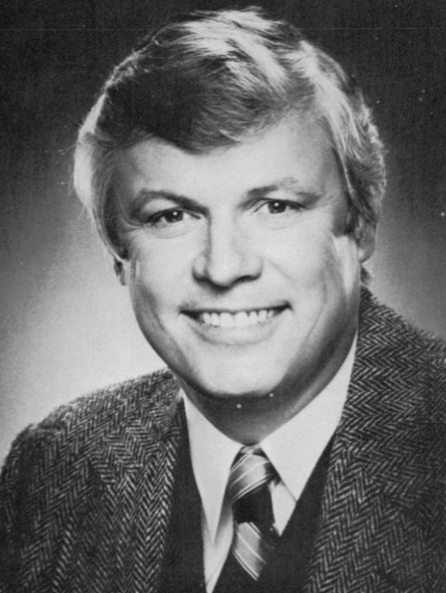
John Y. Brown

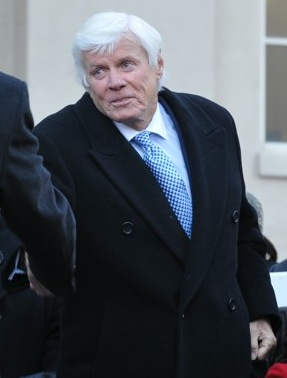
John Y. Brown Jr. (2011)

John Young Brown Jr. (* 28. Dezember 1933 in Lexington, Kentucky; † 22. November 2022 ebenda) war ein US-amerikanischer Politiker (Demokratische Partei) und Unternehmer; er bekleidete von 1979 bis 1983 das Amt des Gouverneurs des Bundesstaates Kentucky.

## Frühe Jahre und Unternehmertum
John Y. Brown ist der Sohn von John Young Brown, der über mehrere Jahrzehnte ein bekannter Politiker im US-Repräsentantenhaus in Washington, D.C. und in Kentucky war. Er studierte an der University of Kentucky und diente zwischen 1959 und 1965 in einer Reserveeinheit der US-Armee. Anschließend war er in der Gastronomie tätig. Er war bis 1971 Mitbesitzer der Fast-Food-Kette Kentucky Fried Chicken, die in jenen Jahren weltweit noch vor McDonald’s Marktführer war. Außerdem gehörten ihm zwei professionelle Basketball-Vereine, die Kentucky Colonels und die Buffalo Braves, aus denen später die Los Angeles Clippers wurden.

## Gouverneur von Kentucky
Im Jahr 1979 bewarb sich Brown für die Demokratische Partei um das Amt des Gouverneurs von Kentucky. Sein Gegenkandidat war der Republikaner Louie B. Nunn, der zwischen 1967 und 1971 schon einmal Gouverneur gewesen war. Brown gewann die Wahl klar mit 59,4 % der Wählerstimmen gegen Nunns 40,6 %. Seine Amtszeit begann am 11. Dezember 1979 und endete am 13. Dezember 1983. In dieser Zeit verordnete er dem Land einen Sparkurs, indem er die Ausgaben um 22 % kürzte. Trotzdem wurde der Ausbau der Straßen vorangetrieben. Er förderte erfolgreich den Tourismus und den Handel. Privat kam er wegen hoher Spielschulden ins Gerede.

## Weiterer Lebenslauf
Nach dem Ende seiner Amtszeit war er 1984 kurzzeitig Kandidat für einen Sitz im US-Senat; sechs Wochen nach Bekanntgabe seiner Bewerbung zog er diese aber aus gesundheitlichen Gründen zurück. Ein erneuter Versuch, Gouverneur von Kentucky zu werden, scheiterte 1987, als er in den Vorwahlen nur Platz zwei hinter Wallace G. Wilkinson belegte. Danach stieg er wieder in das Gastronomiegeschäft ein. Im Dezember 2007 lehnte er als einziger der noch lebenden früheren Gouverneure von Kentucky die Einladung des neuen Gouverneurs Steve Beshear zu dessen Amtseinführung ab. Als Grund gab er politische und persönliche Differenzen mit Beshear an. John Y. Brown war dreimal verheiratet und hat insgesamt vier Kinder.
Im November 2022 starb Brown an den Komplikationen in der Folge einer COVID-19-Erkrankung.